# Marsdenia troyana
Marsdenia troyana är en oleanderväxtart som beskrevs av Ignatz Urban. Marsdenia troyana ingår i släktet Marsdenia och familjen oleanderväxter. Inga underarter finns listade i Catalogue of Life.